# Janine Niépce
Janine Niépce (12. února 1921 – 5. srpna 2007) byla francouzská fotografka a novinářka. Její kariéra zahrnovala vyvolávání filmů pro francouzský odboj až po hnutí za osvobození žen v 70. letech.

## Životopis
Janine Niépce se narodila 12. února 1921 v Meudonu ve Francii. Je vzdálenou příbuznou Nicéphora Niépceho, průkopníka fotografie.
V roce 1944 absolvovala Sorbonnu. Byla styčnou důstojnicí zapojenou do osvobození Paříže po druhé světové válce. V roce 1946 se stala profesionální fotografkou. Ona a švýcarsko-francouzská Sabine Weissová, téměř současnice, pracovaly jako jediné fotoreportérky v agentuře Rapho mezi muži: Robertem Doisneauem, Édouardem Boubatem, Denisem Brihatem, Jeanem Dieuzaidem, Billem Brandtem, Kenem Heymanem, Izisem, André Kertészem, Yousufem Karshem, Jacques Henri Lartigue, Willy Ronis, Emile Savitry, Fouad Elkoury. Ovlivnil ji Henri Cartier-Bresson.
V 70. letech se její tvorba soustředila zejména na ženské hnutí za osvobození.
V roce 1981 Niépce získala Chevalier des Arts et des Lettres. V roce 1985 se stala rytířem Čestné legie.
Zemřela 5. srpna 2007.

## Publikace
Janine Niépce vydala nejméně 20 knih fotografií, nejnovější jsou:
- Niépce Duras (vyd. Actes Sud, 1992)
- Les années femmes (vyd. Martinière, 1993)
- Mes années campagne (vyd. Martinière, 1994)
- Images d'une vie (vyd. Martinière, 1995)
- Les vendanges (vyd. Hoëbeke, 2000)
- Françaises, Français, le goût de vivre (vyd. Imprimerie Nationale Actes Sud, 2005)

## Výstavy
- 2003 Galerie Debelleyme, výstavní prodej signovaných tisků
- 2004 Prodej ve výstavní galerii Artcurial během Mois de la Photo
- 2006 Výstava, "Douce France" v Muzeu Auxerre.